# 7354 Ishiguro
7354 Ishiguro eller 1995 BR1 är en asteroid i huvudbältet som upptäcktes den 27 januari 1995 av den japanska astronomen Takao Kobayashi vid Ōizumi-observatoriet. Den är uppkallad efter Masato Ishiguro.
Asteroiden har en diameter på ungefär 7 kilometer.